# New England Patriots
I New England Patriots sono una squadra di football americano della National Football League con sede nell'area metropolitana di Boston, Massachusetts. Militano nella East Division dell'American Football Conference e giocano le partite casalinghe al Gillette Stadium di Foxborough, Massachusetts. La squadra ha cambiato il proprio nome, da Boston Patriots all'attuale, dopo il trasferimento di sede da Boston a Foxborough nel 1971. Nonostante il sobborgo si trovi a soli 35 km da Boston, la società decise di onorare tutta la regione nel proprio nome anziché la singola città.
Nel corso della loro storia, i Patriots hanno vinto 6 volte il Lombardi Trophy e hanno raggiunto il Super Bowl 11 volte (record NFL). La franchigia si era qualificata per i playoff quattro volte prima di partecipare alla sua prima finalissima, il Super Bowl XX nel 1986, perso contro i Chicago Bears. New England si qualificò anche per il Super Bowl XXXI nel 1997, perdendo contro i Green Bay Packers. Dopo l'arrivo, nel 2000, del capo-allenatore Bill Belichick e del quarterback Tom Brady, i Patriots vinsero il Super Bowl XXXVI superando i St. Louis Rams, conquistando il primo titolo della loro storia. Tornarono poi alla vittoria nel Super Bowl XXXVIII, battendo i Carolina Panthers, e nel Super Bowl XXXIX contro i Philadelphia Eagles, diventando così l'unica franchigia nella storia della NFL assieme ai Dallas Cowboys ad aver vinto tre Super Bowl nell'arco di quattro stagioni. La vittoria contro gli Eagles rimase il loro ultimo successo fino al 2014, quando sconfissero i Seattle Seahawks nel Super Bowl XLIX. Due anni dopo vinsero il loro quinto titolo superando ai tempi supplementari gli Atlanta Falcons nel Super Bowl LI, e nel 2019 vinsero il sesto anello contro i Los Angeles Rams. Nel decennio trascorso tra il terzo e il quarto titolo New England raggiunse altre due volte la finale, nel 2007 e nel 2011, perdendo in entrambi i casi contro i New York Giants.
Al 2024, secondo la rivista Forbes, il valore dei Patriots è di circa 7,4 miliardi di dollari, terzi tra le franchigie della NFL.

## Storia della franchigia
Il 16 novembre 1959, l'uomo d'affari di Boston Billy Sullivan fu premiato con l'ottava e ultima franchigia della nuova American Football League (AFL). L'inverno seguente, i cittadini della zona furono invitati scegliere il nome ufficiale della nuova squadra. La scelta più popolare, e una delle scelte dello stesso Sullivan, fu "Boston Patriots". Immediatamente dopo, l'artista del Boston Globe Phil Bissell disegnò il logo soprannominato "Pat Patriot".

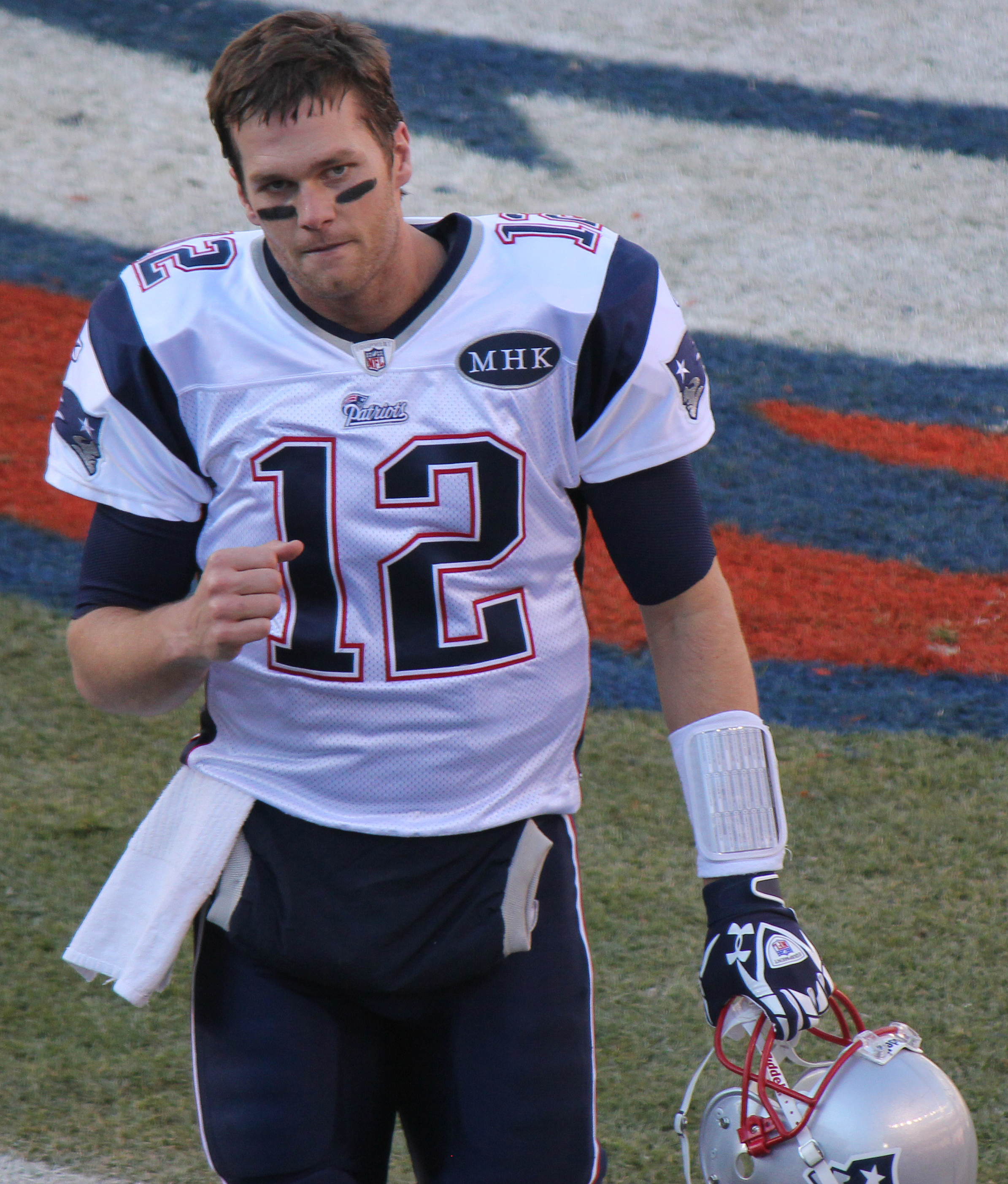
Tom Brady a Denver nel dicembre 2011

Durante le annate trascorse nella AFL, i Patriots vissero tempi travagliati, non avendo nemmeno un campo regolare su cui disputare le partite casalinghe. Nickerson Field, Harvard Stadium, Fenway Park e Alumni Stadium servirono tutti come campi casalinghi durante quegli anni. Il loro miglior risultato fu la finale del campionato AFL nel 1963, persa contro i San Diego Chargers 51–10. Dopo quel risultato, essi non apparvero più in una gara di playoff per i successivi tredici anni.
Quando la NFL e la AFL si fusero nel 1970, i Patriots furono inseriti nella AFC East division, dove giocano ancora oggi. L'anno seguente, i Patriots si trasferirono nel loro nuovo stadio a Foxborough, Massachusetts, il Foxboro Stadium che sarebbe stato il loro impianto casalingo per i successivi 30 anni.
Come risultato del trasferimento, la franchigia cambiò il proprio nome da Boston Patriots a Bay State Patriots. Tale denominazione fu rifiutata dalla NFL e il 23 marzo 1971, la squadra annunciò ufficialmente che avrebbe assunto la denominazione di New England Patriots.
Durante gli anni settanta i Patriots ottennero alcuni successi, raggiungendo come wild card i playoff nel 1976 e vincendo la AFC East nel 1978. I Patriots furono eliminati al primo turno entrambe le occasioni. Nel 1985 la squadra tornò ai playoff, giungendo a disputare il Super Bowl XX, perso contro i Chicago Bears con il punteggio di 46–10. Tornarono ai playoff l'anno seguente, ma persero al primo turno. Nelle otto stagioni successive, la franchigia non vi avrebbe più fatto ritorno. Durante la stagione 1990, i Patriots terminarono con un record di 1-15. Cambiarono quindi proprietario tre volte: prima vennero ceduti dalla famiglia Sullivan a Victor Kiam nel 1988, il quale li vendette a James Orthwein nel 1992. Orthwein progettava di trasferire la squadra nella sua città natale a St. Louis, Missouri, ma vendette la franchigia due anni dopo all'attuale proprietario Robert K. Kraft.
Nonostante il periodo di Orthwein come proprietario sia stato breve e controverso, egli operò alcuni drastici cambiamenti all'interno della squadra, primo dei quali quello di assumere il pluri-decorato ex allenatore dei New York Giants Bill Parcells nel 1993. Nello stesso anno cambiò anche le uniformi dei Patriots, cambiando i loro colori principali dai tradizionali bianco e rosso ad argento e blu e introducendo un nuovo logo. Parcells portò i Patriots a due apparizioni ai playoff, compreso il Super Bowl XXXI, perso contro i Green Bay Packers con il punteggio di 35–21. Pete Carroll, successore di Parcells, guidò la squadra due volte ai playoff nel 1997 e nel 1998 prima di essere licenziato all'alba della stagione 1999.

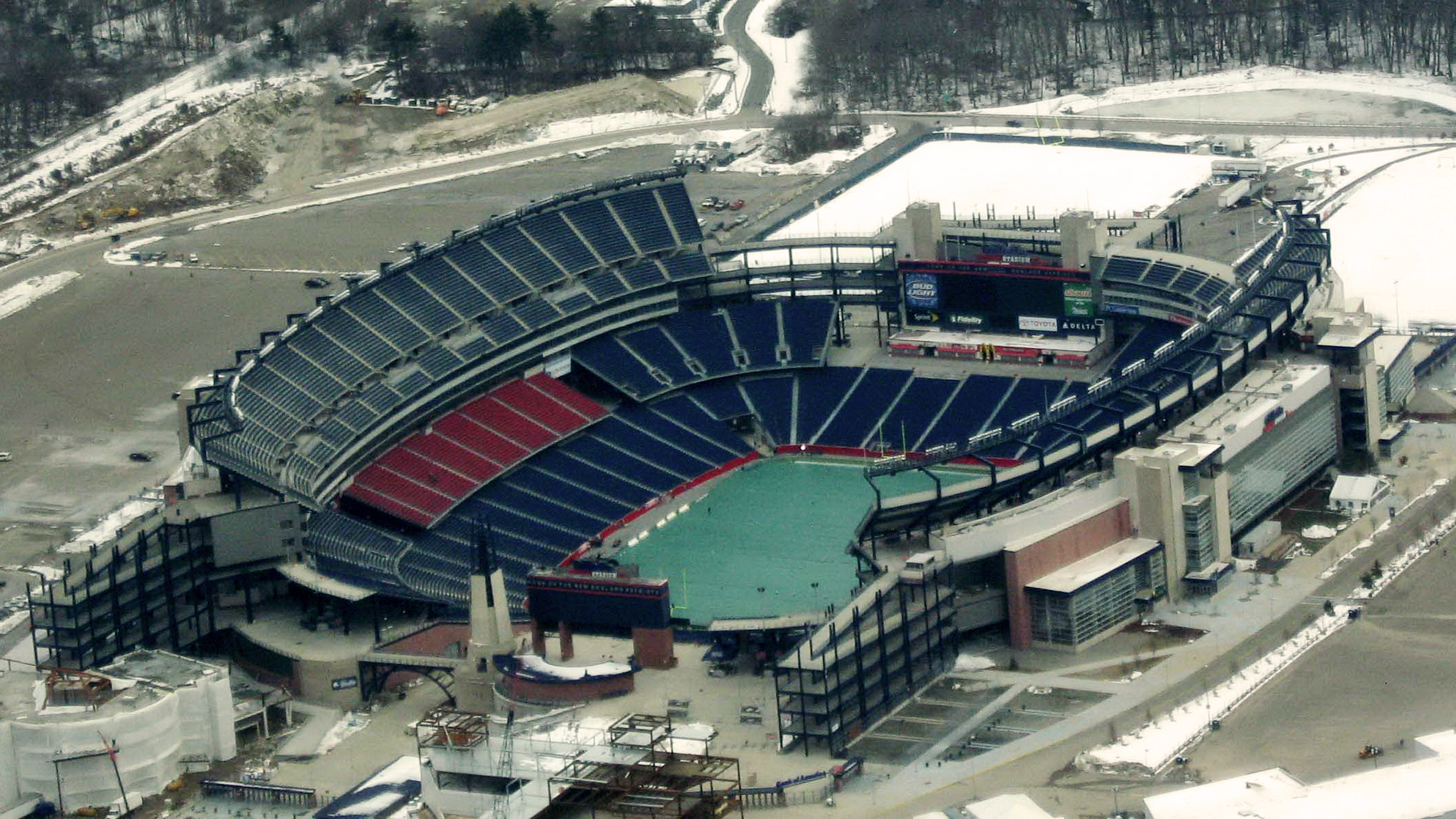
Il Gillette Stadium

L'attuale allenatore dei Patriots, Bill Belichick, fu assunto nel 2000, anno in cui venne scelto anche il quarterback Tom Brady, e nella stagione 2001 la franchigia si aggiudicò per la prima volta nella sua storia il Super Bowl, proprio nell'ultima stagione in cui disputò le proprie partite interne al Foxboro Stadium: nel Super Bowl XXXVI, disputatosi il 3 febbraio 2002 al Louisiana Superdome di New Orleans, New England superò i St. Louis Rams con il punteggio di 20–17; decisivo per le sorti della partita fu il field goal all'ultimo secondo di Adam Vinatieri,
Nel 2002 i Patriots si trasferirono nel nuovo stadio, il Gillette Stadium, dove il 9 settembre 2002 inaugurarono la nuova stagione in occasione del Monday Night con i Pittsburgh Steelers, mostrando ai propri tifosi il Super Bowl vinto la stagione precedente.
Guidata da Belichick e da Brady, la squadra vinse tre Super Bowl in quattro anni, oltre a terminare la stagione 2007 con un record di16–0, diventando la quarta franchigia della storia a concludere imbattuta la stagione regolare e l'unica a riuscirvi dopo l'espansione del calendario a 16 gare. Si qualificarono per il Super Bowl XLII, il quarto in sette anni, ma furono sconfitti dai Giants. Con tale sconfitta, i Patriots terminarono l'annata 18–1, stesso record dei San Francisco 49ers del 1984 e dei Chicago Bears del 1985. Entrambe quelle squadre però vinsero il Super Bowl. Dopo aver disputato il Super Bowl XLVI nel 2011, perdendo nuovamente contro i New York Giants, nel 2014 New England sconfisse i Seattle Seahawks nel Super Bowl XLIX, vincendo il quarto titolo in 15 anni, al termine di una partita molto incerta, terminata 28-24. I Patriots diventarono così la terza squadra nella storia a vincere un Super Bowl recuperando uno svantaggio di 10 punti, la prima squadra a effettuare tale rimonta nel quarto periodo.
Il 5 febbraio 2017 i Patriots sconfissero 34-28 gli Atlanta Falcons nel Super Bowl LI vincendo il loro quinto titolo. Fu il primo Super Bowl della storia terminato ai tempi supplementari, dove la squadra rimontò uno svantaggio di 28-3 a tre minuti dal termine del terzo periodo. Per la quarta volta Brady fu nominato MVP dell'evento, un nuovo record.
Dopo la sconfitta per mano dei Philadelphia Eagles nel Super Bowl LII, nel 2019 i Patriots tornano per la terza volta consecutiva in finale vincendo il Super Bowl LIII contro i Los Angeles Rams 13-3, eguagliando così il record di vittorie dei Pittsburgh Steelers di 6 titoli.
Nei Play off 2020 vengono sconfitti per 20-13 dai Tennessee Titans guidati da Mike Vrabel, linebacker e perno della difesa dei Patrios negli anni 2001-2008, battendo così il suo ex allenatore Bill Belichick e l'ex compagno di squadra Tom Brady, con cui aveva vinto 3 Super Bowl.

### Risultati stagione per stagione
La seguente è la lista delle ultime dieci stagioni dei Patriots
| Cronistoria dei New England Patriots | Cronistoria dei New England Patriots | Cronistoria dei New England Patriots | Cronistoria dei New England Patriots | Cronistoria dei New England Patriots | Cronistoria dei New England Patriots | Cronistoria dei New England Patriots | Cronistoria dei New England Patriots | Cronistoria dei New England Patriots | Cronistoria dei New England Patriots | Cronistoria dei New England Patriots |                              |
| Stagione di lega                     | Stagione di squadra                  | Lega                                 | Conference                           | Division                             | Stagione regolare                    | Stagione regolare                    | Stagione regolare                    | Stagione regolare                    | Play-off | Premi individuali                    |                              |
| Stagione di lega                     | Stagione di squadra                  | Lega                                 | Conference                           | Division                             | Pos.                                 | V                                    | S                                    | P                                    | Play-off | Premi individuali                    |                              |
| ------------------------------------ | ------------------------------------ | ------------------------------------ | ------------------------------------ | ------------------------------------ | ------------------------------------ | ------------------------------------ | ------------------------------------ | ------------------------------------ | --- | ------------------------------------ | ---------------------------- |
| 2009                                 | 2009                                 | NFL                                  | AFC                                  | East                                 | 1                                    | 10                                   | 6                                    | 0                                    | S Wild Card Game contro i Baltimore Ravens (14-33) |                                      |                              |
| 2010                                 | 2010                                 | NFL                                  | AFC                                  | East                                 | 1                                    | 14                                   | 2                                    | 0                                    | S Divisional play-off contro i New York Jets (21-28) |                                      |                              |
| 2011                                 | 2011                                 | NFL                                  | AFC                                  | East                                 | 1                                    | 13                                   | 3                                    | 0                                    | V Divisional play-off contro i Denver Broncos (45-10) V AFC Championship contro i Baltimore Ravens (23-20) S Super Bowl XLVI contro i New York Giants (17-21)          |                                      |                              |
| 2012                                 | 2012                                 | NFL                                  | AFC                                  | East                                 | 1                                    | 12                                   | 4                                    | 0                                    | V Divisional play-off contro i Houston Texans (41-28) S AFC Championship contro i Baltimore Ravens (28-13)                                                             |                                      |                              |
| 2013                                 | 2013                                 | NFL                                  | AFC                                  | East                                 | 1                                    | 12                                   | 4                                    | 0                                    | V Divisional play-off contro gli Indianapolis Colts (22-43) S AFC Championship contro i Denver Broncos (26-16)                                                         |                                      |                              |
| 2014                                 | 2014                                 | NFL                                  | AFC                                  | East                                 | 1                                    | 12                                   | 4                                    | 0                                    | V Divisional play-off contro i Baltimore Ravens (35-31) V AFC Championship contro gli Indianapolis Colts (45-7) V Super Bowl XLIX contro i Seattle Seahawks (28-24)    |                                      |                              |
| 2015                                 | 2015                                 | NFL                                  | AFC                                  | East                                 | 1                                    | 12                                   | 4                                    | 0                                    | V Divisional play-off contro i Kansas City Chiefs (27-20) S AFC Championship contro i Denver Broncos (18-20)                                                           |                                      |                              |
| 2016                                 | 2016                                 | NFL                                  | AFC                                  | East                                 | 1                                    | 14                                   | 2                                    | 0                                    | V Divisional play-off contro gli Houston Texans (34-16) V AFC Championship contro i Pittsburgh Steelers (36-17) V Super Bowl LI contro gli Atlanta Falcons (34-28)     |                                      |                              |
| 2017                                 | 2017                                 | NFL                                  | AFC                                  | East                                 | 1                                    | 13                                   | 3                                    | 0                                    | V Divisional play-off contro i Tennessee Titans (35-14) V AFC Championship contro i Jacksonville Jaguars (20-24) S Super Bowl LII contro i Philadelphia Eagles (33-41) |                                      |                              |
| 2018                                 | 2018                                 | NFL                                  | AFC                                  | East                                 | 1                                    | 11                                   | 5                                    | 0                                    | V Divisional play-off contro i Los Angeles Chargers (41–28) V AFC Championship contro i Kansas City Chiefs (37–31) V Super Bowl LIII contro i Los Angeles Rams (13-3)  |                                      |                              |
| Totale                               | Totale                               | Totale                               | Totale                               | Totale                               | Totale                               | 69                                   | 391                                  | 9                                    | Record di stagione regolare | Record di stagione regolare          | Record di stagione regolare  |
| Totale                               | Totale                               | Totale                               | Totale                               | Totale                               | Totale                               | 37                                   | 20                                   |                                      | Record dei play-off | Record dei play-off                  | Record dei play-off          |
| Totale                               | Totale                               | Totale                               | Totale                               | Totale                               | Totale                               | 106                                  | 411                                  | 9                                    | Stagione regolare e play-off | Stagione regolare e play-off         | Stagione regolare e play-off |

Legenda
- Vittoria nel Super Bowl (dal 1966)
- Vittoria nella lega (1920-1969)
- Vittoria nella Conference

- Vittoria nella Division
- Qualificazione al Wild Card Game (dal 1978)
- V = Vittorie

- S = Sconfitte
- P = Pareggi
- T = Posizione a pari merito

### Record
| Leader            | Giocatore          | Numero       | Anni nei Patriots |
| ----------------- | ------------------ | ------------ | ----------------- |
| Passaggi          | Tom Brady          | 70.855 yard  | 2000–2019         |
| Corse             | Sam Cunningham     | 5.453 yard   | 1973–1982         |
| Ricezioni         | Stanley Morgan     | 10.352 yard  | 1977–1989         |
| Punti             | Stephen Gostkowski | 1.755 punti  | 2006–2019         |
| Vittorie da coach | Bill Belichick     | 256 vittorie | 2000–2023         |

Nota: statistiche aggiornate al termine della stagione 2018

## Rivalità
Oltre alla rivalità "minore" tra Patriots e Dolphins e un'antipatia reciproca dovuta a forte competitività tra Patriots e Giants, New England ha grandi rivalità con Jets, Broncos, Colts, Bills e Ravens.

### New York Jets
Patriots e Jets hanno sempre giocato nella stessa divisione dal loro ingresso nella lega, e hanno da subito sviluppato una accesa rivalità dentro e fuori dal campo. I tifosi di entrambe le squadre considerano l'altra squadra come la loro principale rivale di tutta la stagione. L'astio tra le squadre nasce dalla lunga e storica rivalità tra le città di New York e Boston e in generale tra lo stato di New York e il New England, rivalità molto sentita anche negli altri sport (Celtics-Knicks in NBA, Bruins-Rangers in NHL e soprattutto Red Sox-Yankees in MLB). Da metà degli anni 90 questa rivalità è andata aumentando da entrambi i lati. Nel 1997 Bill Parcells, allora head coach di NE, rassegnò le dimissioni e accettò la stessa posizione per i Jets. Dopo 3 anni Parcells si dimise, seguito dal suo assistente Bill Belichick, che accettò di diventare capo allenatore dei Patriots, posizione che ha ricoperto dal 2000 al 2023, vincendo 6 Super Bowl.

### Baltimore/Indianapolis Colts
Fino al 2001 entrambe le squadre si trovavano nella stessa division, la AFC East, scontrandosi almeno due volte ogni stagione. Questo ha portato al nascere di una rivalità sul campo tra le due squadre. Nel 2001, in seguito a un realignment, gli Indianapolis Colts si trasferirono dalla AFC East alla AFC South, ma questo non ha raffreddato l'antipatia tra le squadre e i rispettivi tifosi, data la grande rivalità mediatica tra i due quarterback delle rispettive franchigie e probabili Hall of Famer: Peyton Manning dei Colts e Tom Brady dei Patriots. Brady e Manning si sono spesso trovati al centro di discussioni in merito alle loro capacità e a chi dei due fosse il miglior quarterback della NFL, oltre a scontrarsi più di una volta in partite di playoffs. Con la firma di Manning per i Denver Broncos nel 2012 e Indianapolis ancora nella AFC South la rivalità ha perso di astio, pur rimanendo ancora una partita molto sentita.

### Denver Broncos
La rivalità tra i Denver Broncos e i Patriots è nata nel 2012, in seguito all'acquisizione da parte dei Broncos di Peyton Manning, rivale storico del beniamino dei tifosi dei Patriots, Tom Brady. Le due squadre, dal 2012 al 2015, hanno spesso combattuto per la supremazia sulla AFC. La rivalità è, se possibile, aumentata dopo la firma dell'ex wide receiver di New England Wes Welker per la squadra dello stato del Colorado.

### Buffalo Bills
Questa rivalità continua a essere sentita, nonostante a partire dalla metà degli anni 90 i Buffalo Bills abbiano incontrato un lungo periodo di difficoltà, contrariamente ai Patriots.

### Baltimore Ravens
Quella tra Baltimore Ravens e New England Patriots è una rivalità nata nel 2007, quando entrambe le squadre potevano ambire al titolo della AFC. Nonostante non sia una rivalità storica, è capitato frequentemente che membri di entrambe le squadre incominciassero battaglie mediatiche o episodi di trash talking tra loro, come momenti di grande tensione sul campo (nel 2009 ci fu un duro faccia a faccia sul campo tra il linebacker dei Ravens Terrell Suggs e Tom Brady).

## Titoli

### Super Bowl
| Anno                     | Allenatore               | Super Bowl               | Città                    | Avversario               | Punteggio  | Record |
| ------------------------ | ------------------------ | ------------------------ | ------------------------ | ------------------------ | ---------- | ------ |
| 2001                     | Bill Belichick           | XXXVI                    | New Orleans              | St. Louis Rams           | 20-17      | 11-5   |
| 2003                     | Bill Belichick           | XXXVIII                  | Houston                  | Carolina Panthers        | 32-29      | 14-2   |
| 2004                     | Bill Belichick           | XXXIX                    | Jacksonville             | Philadelphia Eagles      | 24-21      | 14–2   |
| 2014                     | Bill Belichick           | XLIX                     | Glendale                 | Seattle Seahawks         | 28-24      | 12-4   |
| 2016                     | Bill Belichick           | LI                       | Houston                  | Atlanta Falcons          | 34-28 o.t. | 14–2   |
| 2018                     | Bill Belichick           | LIII                     | Atlanta                  | Los Angeles Rams         | 13-3       | 11–5   |
| Totale Super Bowl vinti: | Totale Super Bowl vinti: | Totale Super Bowl vinti: | Totale Super Bowl vinti: | Totale Super Bowl vinti: | 6          | 6      |

### Titoli AFC
| Anno               | Allenatore         | Città              | Avversario           | Punteggio          | Record |    |
| ------------------ | ------------------ | ------------------ | -------------------- | ------------------ | ------ | -- |
| 1985               | Raymond Berry      | Miami              | Miami Dolphins       | 31-14              | 11-5   |    |
| 1996               | Bill Parcells      | Foxborough         | Jacksonville Jaguars | 20-6               | 11-5   |    |
| 2001               | Bill Belichick     | Pittsburgh         | Pittsburgh Steelers  | 24-17              | 11–5   |    |
| 2003               | Bill Belichick     | Foxborough         | Indianapolis Colts   | 24-14              | 14-2   |    |
| 2004               | Bill Belichick     | Pittsburgh         | Pittsburgh Steelers  | 41-27              | 14–2   |    |
| 2007               | Bill Belichick     | Foxborough         | San Diego Chargers   | 21-12              | 16–0   |    |
| 2011               | Bill Belichick     | Foxborough         | Baltimore Ravens     | 23-20              | 13–3   |    |
| 2014               | Bill Belichick     | Foxborough         | Indianapolis Colts   | 45-7               | 12–4   |    |
| 2016               | Bill Belichick     | Foxborough         | Pittsburgh Steelers  | 36-17              | 14–2   |    |
| 2017               | Bill Belichick     | Foxborough         | Jacksonville Jaguars | 24-20              | 13–3   |    |
| 2018               | Bill Belichick     | Kansas City        | Kansas City Chiefs   | 37-31 o.t.         | 11–5   |    |
| Totale titoli AFC: | Totale titoli AFC: | Totale titoli AFC: | Totale titoli AFC:   | Totale titoli AFC: | 11     | 11 |

## Membri della Patriots Hall of Fame, Pro Football Hall of Fame e numeri ritirati
I New England Patriots possono vantare 17 ex giocatori e un'altra personalità, indotta per i propri meriti nel suo sviluppo della squadra, nella loro Hall of Fame, creata nel 1991. Un comitato di giornalisti e membri dello staff ha selezionato gli 11 giocatori introdotti tra il 1991 e il 2001, prima di un periodo di sei anni senza alcuna induzione. Nel 2007, per celebrare l'apertura nel 2008 della sala a Patriot Place, i Patriots crearono un nuovo comitato per le nomine che scegliesse tre candidati, con un voto tramite internet che avrebbe decretato il più meritevole a entrare nella hall of fame.. Per essere eleggibili, i giocatori avrebbero dovuto essere ritirati da almeno quattro anni. A partire dal 2011 e con cadenza quinquennale, un comitato di anziani sceglierà se sfruttare l'opzione di introdurre un giocatore ritirato da almeno 25 stagioni per far parte della hall of fame.
L'ex proprietario Billy Sullivan fu indotto dall'attuale proprietario Robert Kraft nel marzo 2009, anno del 50º anniversario dei Patriots.
Inoltre, quattro ex giocatori e un ex allenatore dei Patriots sono stati inseriti nella Pro Football Hall of Fame. I Patriots hanno ritirato ufficialmente sette numeri
| Hall of Fame dei New England Patriots         | Hall of Fame dei New England Patriots | Hall of Fame dei New England Patriots | Hall of Fame dei New England Patriots | Hall of Fame dei New England Patriots | Hall of Fame dei New England Patriots | Hall of Fame dei New England Patriots | Hall of Fame dei New England Patriots | Hall of Fame dei New England Patriots | Hall of Fame dei New England Patriots |
| Giocatori                                     | Giocatori                             | Giocatori                             | Giocatori                             | Giocatori                             | Giocatori                             | Giocatori                             | Giocatori                             | Giocatori                             | Giocatori                             |
| Numero                                        | Nome                                  | Ruolo                                 | Stagioni                              | Anno int.                             | Numero                                | Nome                                  | Ruolo                                 | Stagioni                              | Anno int.                             |
| --------------------------------------------- | ------------------------------------- | ------------------------------------- | ------------------------------------- | ------------------------------------- | ------------------------------------- | ------------------------------------- | ------------------------------------- | ------------------------------------- | ------------------------------------- |
| 73                                            | John Hannah                           | G                                     | 1973–1985                             | 1991 (Pro: 1991)                      | 56                                    | Andre Tippett                         | LB                                    | 1982–1993                             | 1999 (Pro: 2008)                      |
| 85                                            | Nick Buoniconti                       | LB                                    | 1962–1968                             | 1992 (Pro: 2001)                      | 78                                    | Bruce Armstrong                       | T                                     | 1987–2000                             | 2001                                  |
| 20                                            | Gino Cappelletti                      | WR-K                                  | 1960–1970                             | 1992                                  | 86                                    | Stanley Morgan                        | WR                                    | 1977–1989                             | 2007                                  |
| 89                                            | Bob Dee                               | DL                                    | 1960–1967                             | 1993                                  | 87                                    | Ben Coates                            | TE                                    | 1991–1999                             | 2008                                  |
| 79                                            | Jim Lee Hunt                          | DL                                    | 1960–1971                             | 1993                                  | 35                                    | Jim Nance                             | FB                                    | 1965–1971                             | 2009                                  |
| 57                                            | Steve Nelson                          | LB                                    | 1974–1987                             | 1993                                  | 39                                    | Sam Cunningham                        | RB                                    | 1973–1982                             | 2010                                  |
| 15                                            | Babe Parilli                          | QB                                    | 1961–1967                             | 1993                                  | 56                                    | Jon Morris                            | C                                     | 1964–1974                             | 2011                                  |
| 40                                            | Mike Haynes                           | CB                                    | 1976–1982                             | 1994 (Pro: 1997)                      | 11                                    | Drew Bledsoe                          | QB                                    | 1993–2001                             | 2011                                  |
| 14                                            | Steve Grogan                          | QB                                    | 1975–1990                             | 1995                                  | -                                     | Bill Parcells                         | Allen.                                | 1993-1996                             | Pro: 2013                             |
| Persone che hanno contribuito                 |                                       |                                       |                                       |                                       |                                       |                                       |                                       |                                       |                                       |
| Numero                                        | Nome                                  | Ruolo                                 | Stagioni                              | Anno int.                             | Numero                                | Nome                                  | Ruolo                                 | Stagioni                              | Anno int.                             |
| –                                             | Billy Sullivan                        | Fondatore                             | 1960–1988                             | 2009                                  |                                       |                                       |                                       |                                       |                                       |
| Indotto anche nella Pro Football Hall of Fame |                                       |                                       |                                       |                                       |                                       |                                       |                                       |                                       |                                       |
| Numero ritirato dalla squadra                 |                                       |                                       |                                       |                                       |                                       |                                       |                                       |                                       |                                       |

### Premi individuali
| MVP della NFL |           |       |
| Anno          | Giocatore | Ruolo |
| 2007          | Tom Brady | QB    |
| 2010          | Tom Brady | QB    |
| 2017          | Tom Brady | QB    |

| MVP del Super Bowl |                |       |
| SB                 | Giocatore      | Ruolo |
| XXXVI              | Tom Brady      | QB    |
| XXXVIII            | Tom Brady      | QB    |
| XXXIX              | Deion Branch   | WR    |
| XLIX               | Tom Brady      | QB    |
| LI                 | Tom Brady      | QB    |
| LIII               | Julian Edelman | WR    |

| MVP del Pro Bowl |           |       |
| Anno             | Giocatore | Ruolo |
| 1998             | Ty Law    | CB    |

| Miglior rookie difensivo |             |       |
| Anno                     | Giocatore   | Ruolo |
| 1976                     | Mike Haynes | CB    |
| 2008                     | Jerod Mayo  | LB    |

| Miglior rookie offensivo |                 |       |
| Anno                     | Giocatore       | Ruolo |
| 1988                     | John Stephens   | RB    |
| 1991                     | Leonard Russell | RB    |
| 1995                     | Curtis Martin   | RB    |

| Comeback Player of the Year |                |       |
| Anno                        | Giocatore      | Ruolo |
| 2005                        | Tedy Bruschi   | LB    |
| 2009                        | Tom Brady      | QB    |
| 2014                        | Rob Gronkowski | TE    |

## La squadra
| Roster dei New England Patriots |
| --- |
| Quarterback - 14 Jacoby Brissett - 10 Drake Maye - 19 Joe Milton Running Back - 21 Antonio Gibson - 39 JaMycal Hasty - 38 Rhamondre Stevenson Wide Receiver - 6 Javon Baker - 80 Kayshon Boutte - 3 Demario Douglas - 2 K.J. Osborn - 1 Ja'Lynn Polk - 11 Tyquan Thornton Tight End - 88 Jaheim Bell - 85 Hunter Henry - 81 Austin Hooper Offensive Linemen - 60 David Andrews C - 75 Demontrey Jacobs T - 51 Nick Leverett C - 59 Vederian Lowe T - 77 Chukwuma Okorafor T - 71 Michael Onwenu T - 64 Layden Robinson G - 62 Sidy Sow G - 68 Zachary Thomas T - 70 Caedan Wallace T Defensive Linemen - 95 Daniel Ekuale DT - 92 Davon Godchaux DT - 96 Eric Johnson DT - 98 Jeremiah Pharms Jr. DT - 99 Keion White DE - 91 Deatrich Wise Jr. DE Linebacker - 8 Ja'Whaun Bentley MLB - 53 Christian Elliss OLB - 52 Curtis Jacobs MLB - 33 Anfernee Jennings OLB - 50 Raekwon McMillan MLB - 48 Jahlani Tavai OLB - 55 Joshua Uche OLB - 93 Oshane Ximines OLB Defensive Back - 28 Alex Austin CB - 27 Marcellas Dial CB - 23 Kyle Dugger SS - 0 Christian Gonzalez CB - 32 Jaylinn Hawkins FS - 31 Jonathan Jones CB - 25 Marcus Jones CB - 5 Jabrill Peppers FS - 34 Dell Pettus SS - 41 Brenden Schooler FS - 22 Marco Wilson CB Special Team - 17 Bryce Baringer P - 49 Joe Cardona LS - 13 Joey Slye K Lista delle riserve - 76 Calvin Anderson T (IR) - 67 Jake Andrews C (IR) - 90 Christian Barmore DT (NF-Inj.) - 84 Kendrick Bourne WR (PUP) - 82 JaQuae Jackson WR (IR) - 15 Marte Mapu SS (IR-DRF) - 69 Cole Strange G (PUP) - 16 Sione Takitaki MLB (PUP) - 94 Armon Watts DT (IR) Squadra di allenamento - 63 Liam Fornadel G - 36 Kevin Harris RB - 29 Terrell Jennings RB - 9 Matt Landers WR - 66 Jotham Russell DE - 35 A.J. Thomas SS - 87 Mitchell Wilcox TE Roster aggiornato al 29 agosto 2024 53 attivi, 9 inattivi, 6 nella squadra di allenamento |
| Legenda - I rookie sono in corsivo. - Il primo ruolo è il principale mentre gli eventuali successivi indicano i ruoli secondari. - (IR) sta per Injured Reserve ed indica la lista ristretta per un solo giocatore infortunato che può tornare ad allenarsi dopo la settimana 6 e a rientrare in prima squadra dopo che questa ha giocato 8 partite. - (NF-Inj.) / (NF-Ill.) stanno rispettivamente per Non-Football Injured e Non-Football Illness ed indicano le liste dove viene inserito un giocatore che ha un infortunio o una malattia non dipendente dal football americano. - (PUP) sta per Physically Unable to Perform ed indica la lista dove viene inserito un giocatore mentre è in attesa di recuperare la condizione fisica. Nella stagione regolare dopo la sesta partita giocata dalla propria squadra, il giocatore ha tempo tre settimane per riprendere ad allenarsi, più tre settimane aggiuntive dal suo rientro agli allenamenti per rientrare in prima squadra. |

## Staff

### Allenatori
| Legenda | Legenda                                                         |
| ------- | --------------------------------------------------------------- |
| PA      | Partite allenate                                                |
| V       | Vittorie                                                        |
| S       | Sconfitte                                                       |
| P       | Pareggio                                                        |
| V%      | Percentuale di vittorie                                         |
|         | Ha trascorso l'intera sua carriera da allenatore con i Patriots |
|         | Eletto nella Pro Football Hall of Fame                          |

Note: Statistiche aggiornate a fine stagione 2023.
| Num.                 | Nome            | Stagione/i | PA                | V                 | S                 | P                 | V%                | PA      | V       | S       | Successi                                                                                            | Note |
| Num.                 | Nome            | Stagione/i | Stagione regolare | Stagione regolare | Stagione regolare | Stagione regolare | Stagione regolare | Playoff | Playoff | Playoff | Successi                                                                                            | Note |
| -------------------- | --------------- | ---------- | ----------------- | ----------------- | ----------------- | ----------------- | ----------------- | ------- | ------- | ------- | --------------------------------------------------------------------------------------------------- | ---- |
| Boston Patriots      |                 |            |                   |                   |                   |                   |                   |         |         |         | |      |
| 1                    | Lou Saban       | 1960–1961  | 19                | 7                 | 12                | 0                 | .368              | —       | —       | —       | |      |
| 2                    | Mike Holovak    | 1961–1968  | 107               | 52                | 46                | 9                 | .528              | 2       | 1       | 1       | |      |
| 3                    | Clive Rush      | 1969–1970  | 21                | 5                 | 16                | 0                 | .238              | —       | —       | —       | |      |
| 4                    | John Mazur      | 1970       | 7                 | 1                 | 6                 | 0                 | .143              | —       | —       | —       | |      |
| New England Patriots |                 |            |                   |                   |                   |                   |                   |         |         |         | |      |
| —                    | John Mazur      | 1971–1972  | 23                | 8                 | 15                | 0                 | .348              | —       | —       | —       | |      |
| 5                    | Phil Bengtson   | 1972       | 5                 | 1                 | 4                 | 0                 | .200              | —       | —       | —       | |      |
| 6                    | Chuck Fairbanks | 1973–1978  | 85                | 46                | 39                | 0                 | .541              | 2       | 0       | 2       | |      |
| 7                    | Ron Erhardt     | 1979–1981  | 49                | 21                | 28                | 0                 | .429              | —       | —       | —       | |      |
| 8                    | Ron Meyer       | 1982–1984  | 33                | 18                | 15                | 0                 | .545              | 1       | 0       | 1       | |      |
| 9                    | Raymond Berry   | 1984–1989  | 87                | 48                | 39                | 0                 | .552              | 5       | 3       | 2       | |      |
| 10                   | Rod Rust        | 1990       | 16                | 1                 | 15                | 0                 | .063              | —       | —       | —       | |      |
| 11                   | Dick MacPherson | 1991–1992  | 32                | 8                 | 24                | 0                 | .250              | —       | —       | —       | |      |
| 12                   | Bill Parcells   | 1993–1996  | 64                | 32                | 32                | 0                 | .500              | 4       | 2       | 2       | NFL Coach of the year (1994)                                                                        |      |
| 13                   | Pete Carroll    | 1997–1999  | 48                | 27                | 21                | 0                 | .563              | 3       | 1       | 2       | |      |
| 14                   | Bill Belichick  | 2000–2023  | 387               | 266               | 121               | 0                 | .687              | 41      | 30      | 12      | NFL Coach of the year (2003, 2007, 2010) Vince 6 Super Bowl (XXXVI, XXXVIII, XXXIX, XLIX, LI, LIII) |      |
| 15                   | Jerod Mayo      | 2024–      | 0                 | 0                 | 0                 | 0                 | –                 | —       | —       | —       | |      |

### Staff attuale
| Staff dei New England Patriots |
| --- |
| Organi dirigenziali - Chairman/CEO – Robert Kraft - Presidente – Jonathan Kraft - Direttore del personale dei giocatori – Matt Groh - Direttore del personale professionistico – Brian Smith - Direttore degli osservatori – Eliot Wolf - Direttore degli osservatori dei professionisti – Steve Cargile - Direttore degli osservatori del college – Camren Williams - Direttore dell'amministrazione degli osservatori – Nancy Meier - Direttore del football – Berj Najarian - Direttore della ricerca – Richard Miller Capo allenatore - Capo-allenatore - Mike Vrabel - Assistente capo-allenatore – vacante Altri allenatori - Preparatore atletico – Moses Cabrera - Assistente p.a. – Deron Mayo Allenatori dell'attacco - Coordinatore offensivo – Josh McDaniels - Assistente quarterback – Evan Rothstein - Running back – Vinnie Sunseri - Wide receiver/kick returner – Troy Brown - Wide receiver – Ross Douglas - Tight end – Will Lawing - Offensive line – Adrian Klemm - Assistente offensive line – Billy Yates Allenatori della difesa - Defensive line – DeMarcus Covington - Linebacker – Steve Belichick - Linebacker – Jerod Mayo - Cornerback – Mike Pellegrino - Safety – Brian Belichick - NFL coaching fellowship/difesa – V'Angelo Bentley - NFL coaching fellowship/difesa – Keith Jones Allenatori dello special team - Coordinatore special team – Cameron Achord - Assistente special team – Joe Houston |